# Eulima almo
Eulima almo är en snäckart som först beskrevs av Bartsch 1917.  Eulima almo ingår i släktet Eulima och familjen Eulimidae. Inga underarter finns listade i Catalogue of Life.